# Yueh Feng
Yueh Feng (岳楓 , Yuè fēng, de son vrai nom 笪子春, Dá Zi-chūn) est un réalisateur et scénariste hongkongais ayant tourné environ 80 films au cours d'une longue carrière, au sein de divers studios, d'abord en Chine continentale puis à Hong Kong (Great Wall (en), MP&GI et Shaw).
Ses films mettent souvent en avant des personnages féminins, portés par des actrices comme Li Li-hua (qu'il découvre en 1940) ou Lin Dai.
Il nait à Shanghai en 1909 (et non 1910 comme souvent mentionné) et entre à 18 ans dans l’industrie cinématographique de cette dernière, alors en plein développement. Il réalise son premier film en 1933. Il se réfugie à Hong Kong en 1949.
Il meurt le 3 juillet 1999. Une plaque de l'avenue des Stars à Hong Kong lui rend hommage.

## Filmographie
- 1964 : Lady General Hua Mu-lan
- 1969 : The Three Smiles
- 1970 : A Taste of Cold Steel
- 1970 : The Golden Knight (en)